# Sergey Baltacha
Sergey Pavlovich Baltacha ou Serhiy Pavlovych Baltacha - em russo, Сергей Павлович Балтача e, em ucraniano, Сергій Павлович Балтача (Mariupol, 17 de fevereiro de 1958) é um ex-futebolista ucraniano, que fez 45 jogos pela União Soviética e medalhista de bronze olímpico em Moscou 1980.

## Carreira

### Clubes e Olimpíadas
Começou a carreira em 1976, no Metalist Kharkiv, transferindo-se no ano seguinte para o Dínamo Kiev, logo participando da conquista do campeonato soviético. Ainda em 1977, integraria a Seleção Soviética que conquistou o primeiro Campeonato Mundial de Futebol Sub-20, na Tunísia.
Em 1980, veio novo título soviético pelo Dínamo e o bronze nas Olimpíadas de 1980. Mais um título soviético seria conquistado em 1981, e, no ano seguinte, Baltacha e outros colegas de Dínamo constituiriam a base da equipe nacional que disputou a Copa de 1982. Baltacha marcaria um gol contra a Nova Zelândia.

### Fase Vitoriosa, Euro e Escócia
Integrando a fase mais vitoriosa do Dínamo, seria bicampeão soviético em 1985 e 1986, mesmo ano em que o clube conquistou uma Taça dos Clubes Vencedores de Taças. Baltacha, entretanto, acabou não indo para a Copa do Mundo de 1986, disputando seu último torneio pela URSS na Eurocopa de 1988, em que foi reserva a maior parte do tempo.
Após a Euro, tornou-se o primeiro soviético a jogar em clubes britânicos, ao transferir-se para o inglês Ipswich Town, marcando na estreia. Em 1990, mudaria-se para a Escócia, jogando pelo St. Johnstone e depois por Inverness Caledonian e Inverness CT até 1995, quando, neste último, acumulava as funções de jogador e técnico.

## Aposentadoria
Atualmente trabalha como técnico nas categorias de base do Charlton. Sua filha, Elena Baltacha (falecida em 2014), tornou-se tenista, e seu filho, também chamado Serhiy, chegou a defender a equipe sub-21 da Escócia.